# Спорт в Таиланде
Спорт в Таиланде — довольно востребованный населением страны вид деятельности. В стране культивируются, как традиционные тайские, так и многие другие виды спорта.
Самым популярным в стране видом спорта является национальное контактное единоборство — Тайский бокс, спортсмены Таиланда занимают лидирующие позиции в мировых рейтингах и чемпионатах в данной дисциплине.
Из Олимпийских видов спорта, наибольшей популярностью пользуются бокс, тхэквондо и тяжелая атлетика. В этих спортивных дисциплинах спортсмены Таиланда завоевали в общей сложности 21 Олимпийскую награду, из которых 7 золотых.
Из игровых видов спорта в стране популярны большой теннис, бадминтон, футбол, волейбол и снукер.